# Gącz (herb szlachecki)

Herb Gącz

Herb Gącz odmienny

Gącz (Goncz, Gonsch, Gonschen, Gończ, Gącz-Czerniewski, Gącz-Dąbrowski, Goncz-Dombrowski) – kaszubski herb szlachecki.

## Opis herbu
Herb występował przynajmniej w dwóch wariantach. Opisy z wykorzystaniem zasad blazonowania, zaproponowanych przez Alfreda Znamierowskiego:
Gącz (Goncz, Gonsch, Gonschen, Gończ, Gącz-Czerniewski, Gącz-Dąbrowski, Goncz-Dombrowski): Na tarczy dzielonej w skos lewy, w polu górnym, czerwonym, pół kozła srebrnego, wspiętego, przeszytego strzałą w lewy skos i w dół; pole dolne szachowane czerwono-srebrne. Klejnot: nad hełmem w koronie pół kozła srebrnego, wspiętego, przeszytego strzałą w skos i w dół. Labry: czerwone, podbite srebrem.
Gącz odmienny (Goncz, Gonsch, Gonschen, Gończ): Pole pierwsze jest błękitne, strzała w prawo. Brak hełmu, korony, klejnotu, labrów.

## Najwcześniejsze wzmianki
Wariant podstawowy przytaczany przez Nowego Siebmachera, Ostrowskiego (Księga herbowa rodów polskich), Ledebura (Adelslexikon der preussichen Monarchie von...) oraz Żernickiego (Der polnische Adel, Die polnischen Stamwappen). Odmiana przytoczona przez Siebmachera i Żernickiego.

## Rodzina Gącz
Gącz to właściwie przydomek rodziny Czerniewskich. Pochodzi ono od słowa goniec. Używane było nie tylko przez szlachtę, zarówno w charakterze przydomka jak i osobnego nazwiska. Gączowie-Czerniewscy to druga gałąź kaszubskiej rodziny Czerniewskich. Inna jej gałąź, z tego samego gniazda (Czerniewo), używała herbu Nieczuła. Pierwsza wzmianka z 1570 (Gregorius Gantz, współwłaściciel Czerniewa). Kolejne wzmianki z 1624 (Jan Gącz Czerniewski), przedstawiciel rodziny przeniósł się w XVII wieku do Kościerzyny, 1721 (nagana szlachectwa), 1756 (Albert von Czerniewski). Gącz lub Gończ albo Goncz znane było także jako osobne nazwisko. Istnieją wzmianki z lat: 1629 (Hans Gonsch), 1658 (Bartol Guntz), 1688 (Gäcz), 1743 (Krzysztof Gącz), 1810 (Michael Christophorus syn Gączówny). Zarówno Gączowie, jak i pochodzący od nich Gączowie-Czerniewscy, mieli wygasnąć w XVIII wieku, ale nazwisko Gącz występuje w Polsce po dziś dzień, przeważnie w formie Gończ.

## Herbowni
Czerniewski (Czierniewski, Czyrniewski) z przydomkiem Gącz (Gonc, Goncz, Gantz), być może także z przydomkiem Dąbrowski (Dombrowski).

### Inne herby
Czerniewskim przypisywano też, zapewne przez podobieństwo nazw, herb Nieczuja.
Druga pomorska rodzina Czerniewskich, z tego samego gniazda co Gączowie Czerniewscy, używała innego herbu, Nieczuła. Istniała też zachodniopomorska rodzina herbu Goncz, który to herb prawdopodobnie błędnie przypisano kaszubskim Gączom (Gonczom) oraz pochodzącym od nich Czerniewskim i Dąbrowskim.